# Zastava M70 (автомат)
Zastava M70 (серб. кир.: Застава М70) — югославський автомат, призначений для стрільби набоями 7,62×39 мм. Розроблений підприємством Zastava Arms упродовж 1960-х років, неліцензійний аналог радянського AK-47 (а конкретно, варіант Тип 3). Став стандартною піхотною зброєю в Югославській Народній Армії 1970 року, доповнивши і пізніше замінивши автомат Zastava M59/66. Як початкова конструкція M70, так і комерційні варіанти зброї без здатності вибору вогню, відомі як серія Zastava PAP, досі виробляються на підприємстві Zastava на експорт.

## Історія

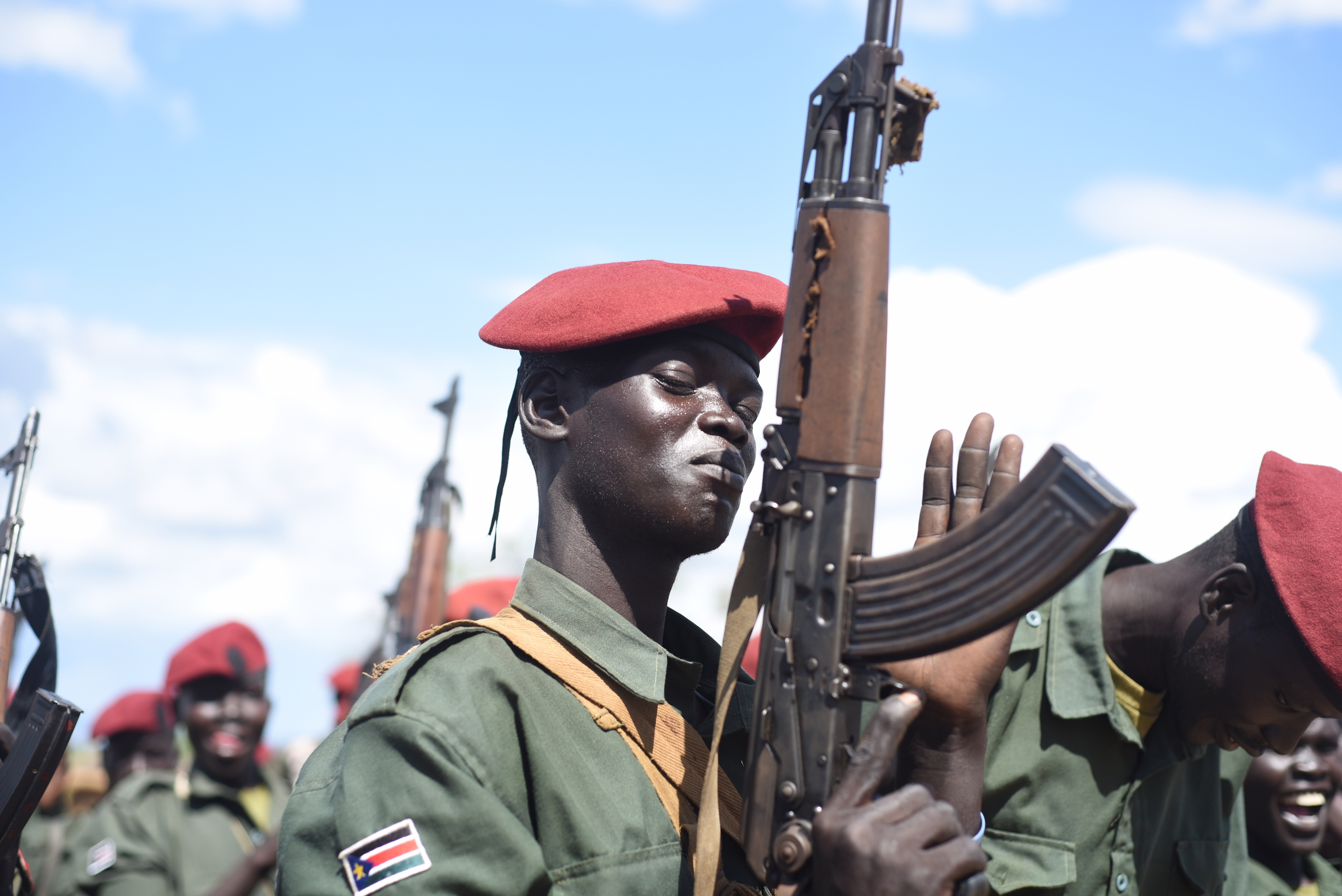
Південносуданський вояк із М70 у 2016 році

Починаючи з 1952 року, оборонна промисловість Югославії експериментувала з новими конструкціями автоматичних гвинтівок, переважно за зразком німецьких StG-44, невідому кількість яких захопили югославські партизани під час Другої світової війни. 1959 року в Югославію перебігли два албанські вояки з радянськими автоматами АК-47, які югославський уряд негайно передав на обстеження інженерам підприємства Zastava, яке зуміло зробити металеві виливки двох зразків АК, але не змогло зібрати достатньо технічних даних, щоб відтворити зброю або її складові частини. Однак до кінця року югославський уряд одержав інші ранні зразки автоматів Калашникова від нерозпізнаної країни третього світу, яка отримувала радянську військову допомогу. На той момент Zastava накопичила достатньо автоматів AK, щоб її інженери могли вивчити та успішно проаналізувати цей вид зброї. Неліцензоване виробництво аналога АК-47 почалося 1964 року.
Хоча показники під час польових випробувань були задовільними, Югославська Народна Армія не взяла масово на озброєння M64.
1970 року югославська влада схвалила M64 для серійного виробництва під назвою AP M70 (Automatska Puška Model 1970 «автоматична гвинтівка зразка 1970 року»), з деякими змінами у початковій конструкції. Щоб зменшити витрати на виробництво, з M64 було вилучено пристрій відкриття затвора. Замість цього Zastava виготовляла для M70 фірмові магазини, які виконували ту саму функцію. Накладки магазинів мали плоскі задні краї, які тримали затвор після вистрілу останнього патрона. Також випускалася розробка на основі M70 із відкидним прикладом під позначенням M70A. Того року М70 став стандартною піхотною зброєю югославської армії.
Первісна конструкція М70 була заснована на ранньому зразку радянського АК-47, що використовував фрезеровану ствольну коробку. Згодом її замінили штампованою коробкою, що виготовлялася зі сталевих листів товщиною 0,9 мм. Перевідник вогню з'єднали з ударно-спусковим механізмом, дулове гальмо прийшло на зміну полум'ягаснику з попередніх зразків. Так з'явилися варіанти M70B1 (з непорушним прикладом) і M70AB1 (зі складаним прикладом). Проте у масовому виробництві надали перевагу моделям M70B2 (з фіксованим прикладом) і M70AB2 (з відкидним прикладом): ствольна коробка виготовлялася з товстіших листів завширшки 1,5 мм, а до автомата додали приціл на перехідному каналі для стрільби гвинтівковими гранатами. Саме два останні варіанти набули найбільшого поширення в Югославії: їх використовувала і ЮНА, і різні інші сторони югославських воєн. M70B2 і більшість пізніших зразків M70AB2 виготовлялися також із міцнішими цапфами ствола, які нагадують ті, що на легкому кулеметі РКК. Автомати відтоді мали чіткі опуклості по обидва боки передніх ствольних коробок, задумані для розміщення більших цапф на зразок РКК. Збільшені цапфи і товстіші ствольні коробки розглядалися як необхідний захід для підсилення конструкції і кращого прилаштування для стрільби гранатами, оскільки до автомата можна приладнати підствольний 40-міліметровий гранатомет.
Підприємство Zastava дозволило ліцензоване виробництво M70 в Іраку під назвою Tabuk. Єдина відмінність між Tabuk і M70 полягає в тому, що іракська версія має твердохромований ствол.

## Особливості

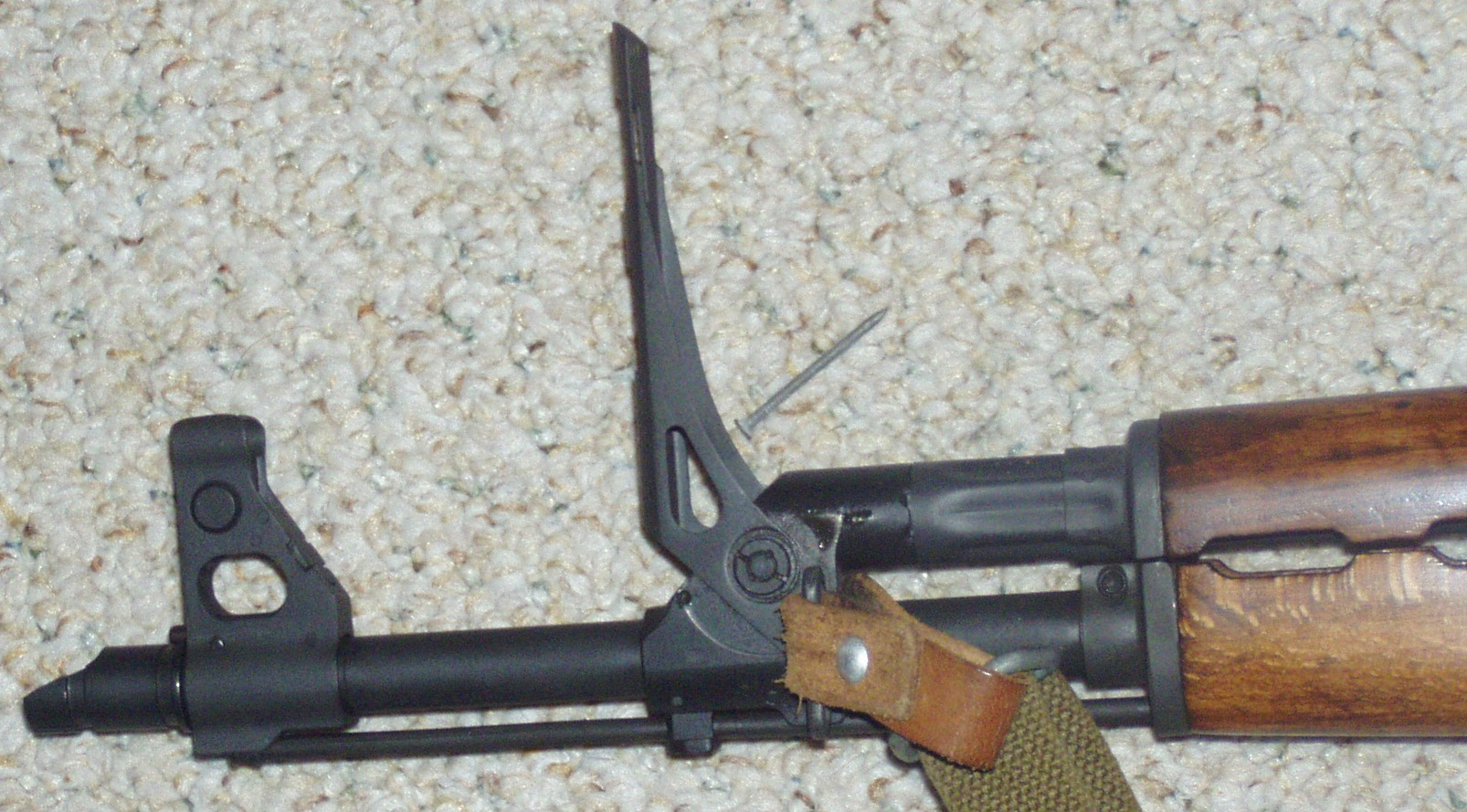
Автомат Zastava M70 з піднятими прицільними пристосуваннями для стрільби з гвинтівкового гранатомета.

Всі видозміни Zastava M70 мали змогу вести стрілянину і гвинтівковими гранатами, подовжена дерев'яна цівка з трьома отворами для охолодження, були оснащені механічними прицілами з ціликами і підсвіткою для точнішої стрільби в темний час доби, ударником, що утримував на місці ствольну коробку під час стрільби гранатами, та нехромованим стволом. Вогонь з автомата можливий одиночними пострілами і чергами: перевідник вогню на правому боці ствольної коробки має три позначки: «U» (Ukeceno «запобіжник»), «R» (Rafalna «автоматичний вогонь») і «J» (Jedinačna «напівавтоматичний режим»). Залежно від виду вогню розрізняються і оптимальні результати стрільби: за одиночної стрільби на землі точність становить до 400 м, а в повітрі — 500 м, короткими чергами (3-5 куль) — до 300 м, довгими (10-15 куль) — близько 200 м. Перехресна стрільба кількома стрільцями забезпечує оптимальні результати до 600 м. Влучання в цілі у повітрі (вертольоти, парашути) можливе на відстані до 500 м. Дальність стрільби по цілі 1000 м. Стрільба по цілях у повітрі (вертольоти, парашути) можлива на відстані до 500 м. Бойовий комплект складається з 5 ріжків, які разом уміщують до 150 куль. Ресурс автомата становить 10 000 куль.
М70 випускався з багнетом АКМ пізнього зразка, скопійованим з оригінального радянського виробу, зі шкіряним підвісом для піхов. Був також укомплектований унікальним югославським полотняним ремінцем, який кріпився до автомата плоским сталевим гаком. Конструкція гака вимагала набагато ширшого вертлюга для кріплення до муфти газовідводу M70, ніж зазвичай в інших автоматів Калашникова.

## Варіанти

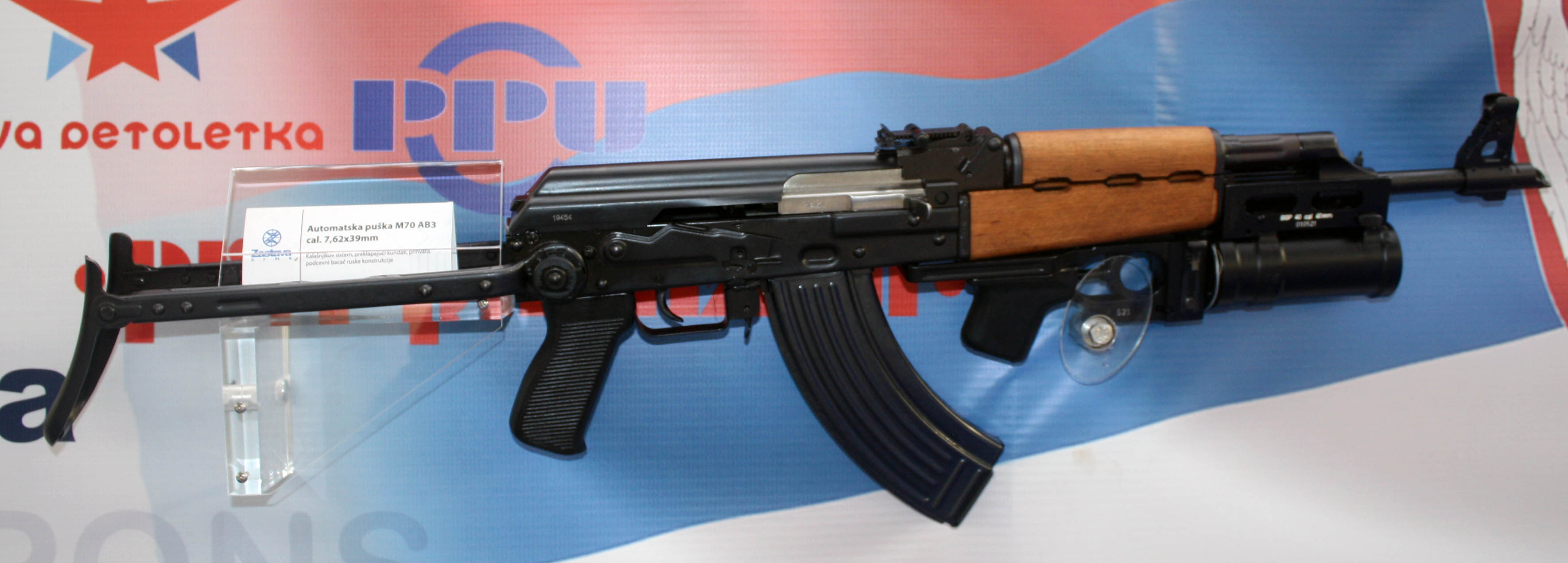
Zastava M70 AB3

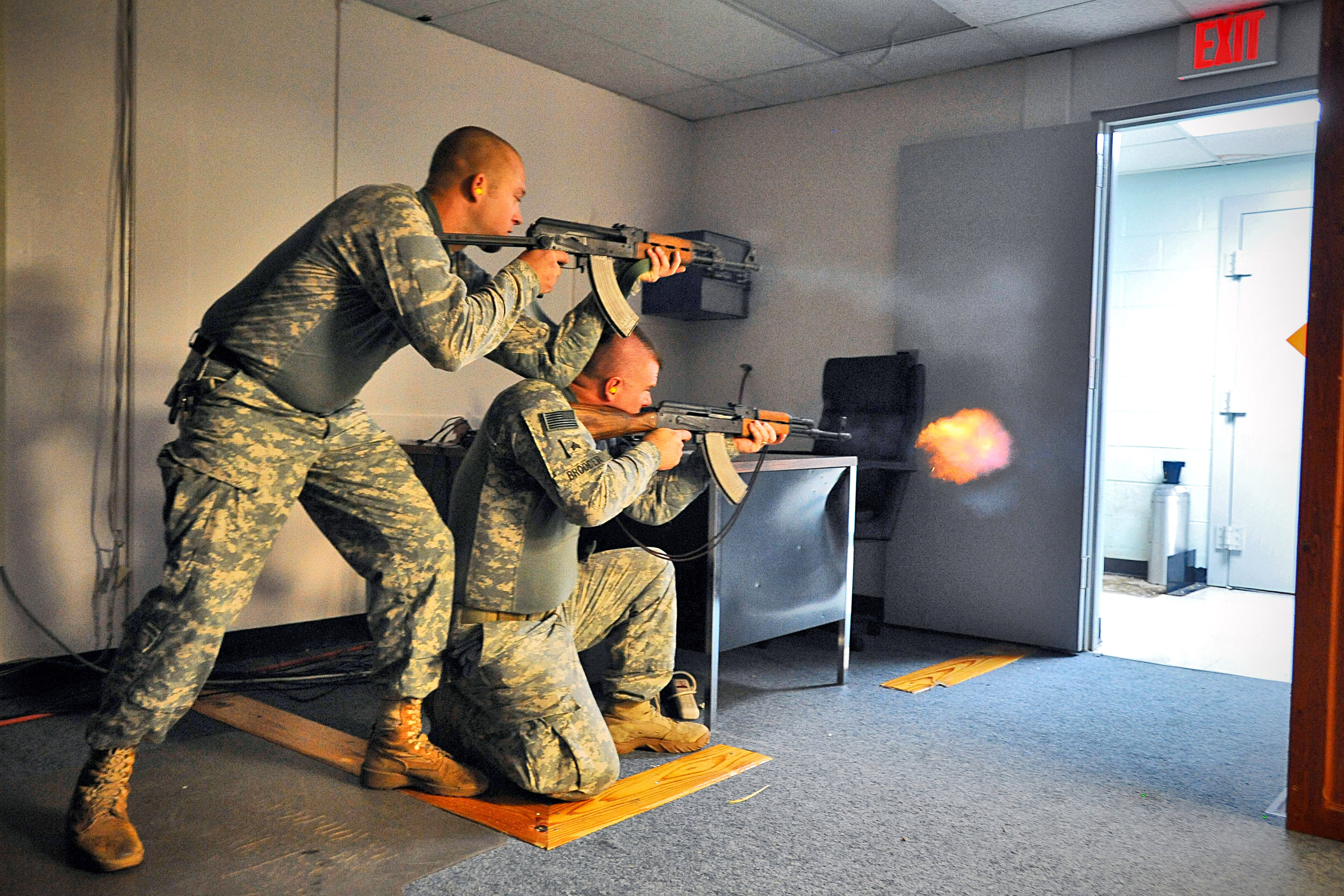
2 вояки армії США, де один використовує Zastava M70AB2, а другий — AKM.

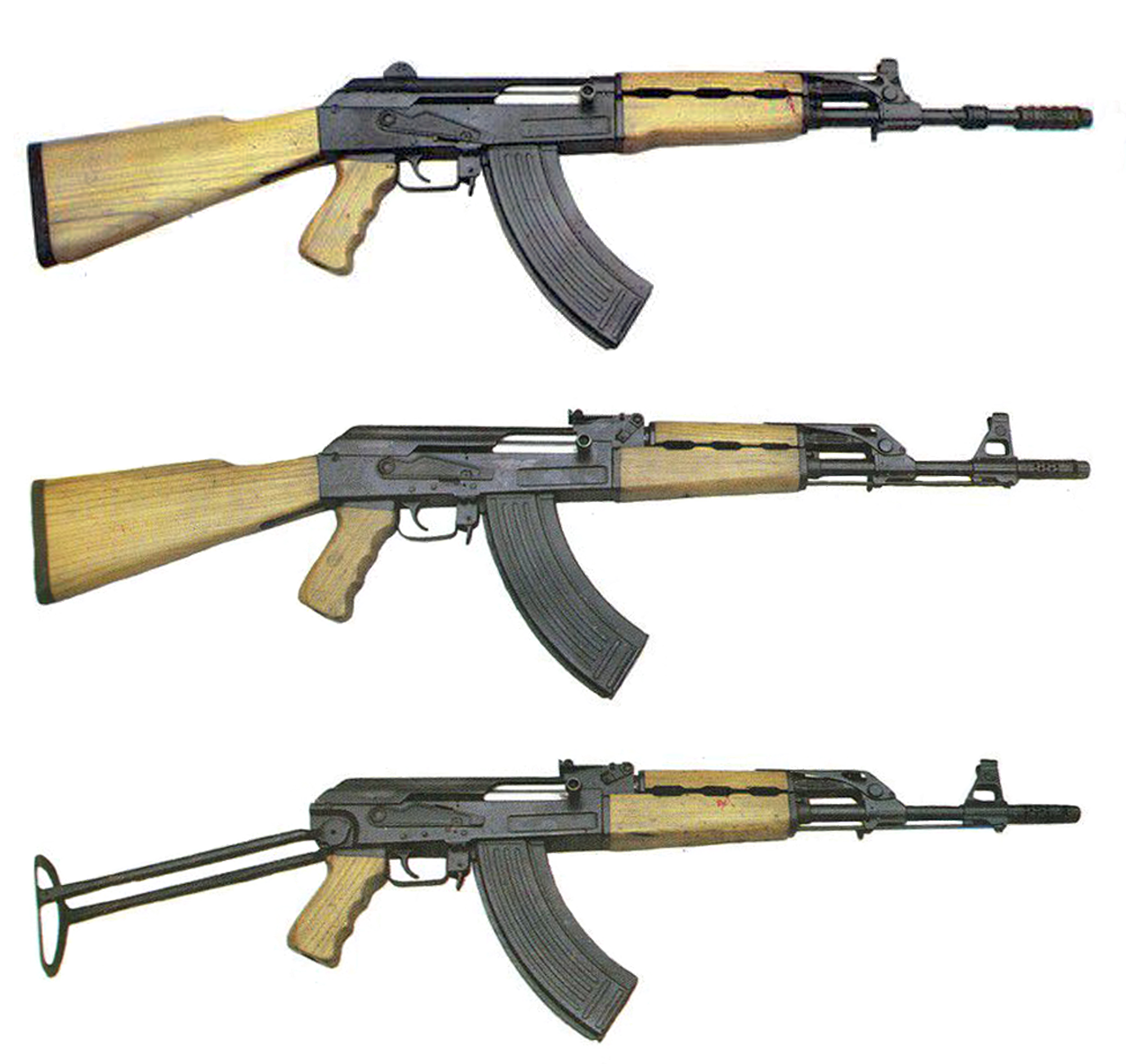
Різні дослідні зразки Zastava M64

- M70,
- M70A,
- M70A1,
- M70B1,
- M70AB2,
- M70B1N,
- M70AB2N,
- M70AB3,
- M70B3,
- M92 — карабін, укорочений варіант M70AB2,
- PAP M70 — напівавтоматичний варіант, призначений для цивільного ринку,
- Tabuk — іракська копія. Канал ствола і патронник не хромовані.[8],
- Tabuk Carbine — іракський варіант карабіна з прикладом, що розкладається,
- Tabuk Sniper Rifle — іракський варіант із довгоствольною штампованою ствольною коробкою і нескладаним прикладом.

## Оператори

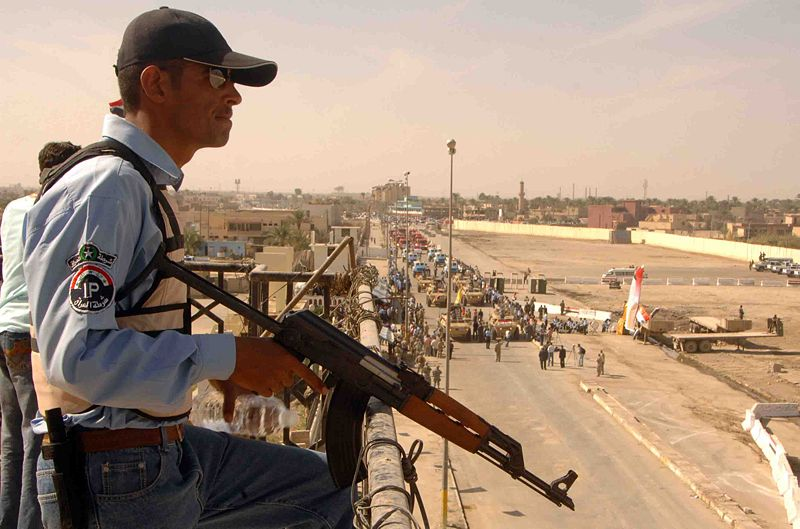
Іракський поліціянт із M70AB2.

- Ісламський Емірат Афганістан[9]
- Ангола[10]
- Буркіна-Фасо: у використанні буркінабського контингенту Багатопрофільної комплексної місії ООН зі стабілізації у Малі[11]
- Центральноафриканська Республіка[12]
- Демократична Республіка Конго: використовуються повстанськими групами, такими як Національний конгрес за народну оборону і Демократичні сили визволення Руанди[13]
- Кіпр[14]
- Ірак[8][15][1]
- Йорданія[15]
- Ліван[15]
- Ліберія[16]
- Лівія[17]
- Малі: 1000 одиниць подарувала Хорватія 2013 року[18]
- Північна Македонія[19]
- Руанда[13]
- Сербія[20]
- Словенія[21]
- Південний Судан[22]
- Україна: на тлі збройної агресії РФ проти України, міністр оборони Хорватії 28 лютого 2022 року повідомив про відправлення допомоги у вигляді автоматів, кулеметів та захисного спорядження, достатніх для оснащення 4-х бригад[23]. Також про відправку кількох тисяч автоматів для Збройних сил України оголосила влада Словенії.
- Ємен[22]

### Колишні оператори
- Заїр: використовували найманці 1997 року[24]

## Додаткова література
- Nurkić, Fadil (2005). Oružje bosanskog otpora. Slovo. Архів оригіналу за 11 березня 2022. Процитовано 11 березня 2022.
- Пешадијско наоружање: Аутоматска пушка 7,62 mm М70 [Infantry weapons: Automatic Rifle 7.62 mm M70]. Serbian Army. Архів оригіналу за 25 березня 2016. Процитовано 24 лютого 2016.
- Rottman, Gordon (24 травня 2011). The AK-47: Kalashnikov-series assault rifles. Osprey Publishing. ISBN 978-1-84908-835-0. Архів оригіналу за 19 березня 2015. Процитовано 11 березня 2022.